# Kevin Tsujihara
Kevin Tsujihara (Petaluma, California, 25 de octubre de 1964) es un empresario estadounidense que servía como presidente y presidente ejecutivo de Warner Bros. Entertainment. Sucedió a Barry Meyer como director general el 1 de marzo de 2013, habiendo servido anteriormente como presidente de Warner Bros. Home Entertainment. Al asumir el papel de presidente ejecutivo, Tsujihara se convirtió en la primera persona de origen asiático para dirigir un gran estudio de Hollywood.

## Primeros años
Kevin Tsujihara, de origen japonés e hijo de Shizuo y Miyeko «Mickey» Tsujihara, creció en Petaluma, California. Tsujihara y su familia controlan Empire Egg Company, una empresa que distribuye los huevos a los mercados a través de la bahía de San Francisco. Tsujihara se graduó de la Universidad del Sur de California y obtuvo un MBA de la Universidad Stanford, y puso en marcha QuickTax Inc., un sitio web de preparación de impuestos.

## Carrera
Tsujihara se unió a Warner Bros. Entertainment, Inc. en 1994 para ayudar a administrar los intereses de la compañía de parques temáticos de Six Flags. Mientras estaba empleado en Warner Bros., se centró en el desarrollo de negocios y el contenido en línea. En 2005, a Tsujihara se le dio el cargo de presidente de Warner Bros. en la unidad de entretenimiento en el hogar, que se centra en los videojuegos y la distribución en línea para la empresa.
En enero de 2013, Tsujihara fue nombrado el nuevo director ejecutivo de Warner Bros. después del retiro de Barry Meyer, el 1 de marzo de 2013. Esto lo convirtió en el primer asiático estadounidense en ser el primer ejecutivo de un gran estudio de Hollywood, y el quinto líder en 90 años (para esa fecha) de la historia de Warner Bros.
El 6 de marzo de 2019 se filtraron unos mensajes que mostraban como Kevin Tsujihara había prometido audiciones y trabajos para la actriz Charlotte Kirk a cambio de sexo con la mediación del magnate cinematográfico James Packer en septiembre de 2013. WarnerMedia abrió una investigación interna a raíz de la información. El 8 de marzo de 2019, Tsujihara presentó un memorándum disculpándose con sus compañeros de Warner Bros. por su comportamiento. Según declaraciones de su abogado «[Tsujihara] no tuvo nada que ver en la elección de la actriz para el casting de ninguna película». Tsujihara renunció como director ejecutivo y presidente de Warner Bros. el 18 de marzo de 2019.
En septiembre de 2020 los abogados de la actriz presentaron una solicitud a la Corte Superior del condado de Los Ángeles para anular una orden de supresión que la ha mantenido en silencio durante todo el conflicto legal. La petición dibujó una imagen de Tsujihara teniendo relaciones sexuales no consensuadas con la actriz. The Hollywood Reporter reveló información sobre cómo Tsujihara y el exvicepresidente de NBCUniversal, Ronald Meyer, se confabularon para encubrir la verdadera naturaleza de sus relaciones con Kirk, llegando a acuerdos extrajudiciales.
Más tarde trabajaría como consejero para la compañía de inversión Alignment Growth.

## Vida personal
Actualmente Tsujihara está casado y tiene dos niños.